# Cimicodes pallicostata
Cimicodes pallicostata là một loài bướm đêm trong họ Geometridae.